# Bundestagswahlkreis Neustadt an der Weinstraße
Der Bundestagswahlkreis Neustadt an der Weinstraße war von 1949 bis 1965 ein Wahlkreis in Rheinland-Pfalz. Er umfasste die kreisfreie Stadt Neustadt an der Weinstraße, den Landkreis Neustadt an der Weinstraße, den Landkreis Kirchheimbolanden, den Landkreis Rockenhausen und vom Landkreis Frankenthal (Pfalz) den Amtsgerichtsbezirk Grünstadt.
Nach der Auflösung des Wahlkreises Neustadt an der Weinstraße wurde sein Gebiet zur Bundestagswahl 1965 auf die Wahlkreise Neustadt – Speyer und Frankenthal aufgeteilt. Der Wahlkreis wurde zuletzt von Max Seither (SPD) gewonnen.

## Wahlkreissieger
| Jahr            | Name            | Partei | Erststimmen |
| --------------- | --------------- | ------ | ----------- |
| 1961            | Max Seither     | SPD    | 41,4 %      |
| 1957            | Ludwig Knobloch | CDU    | 42,4 %      |
| 1953            | Ludwig Knobloch | CDU    | 39,4 %      |
| 1951 (Nachwahl) | Willy Odenthal  | SPD    | 53,8 %      |
| 1949            | Ernst Roth      | SPD    | 39,4 %      |

## Wahlkreisgeschichte
| Wahl      | Wahlkreisname                  | Gebiet |
| --------- | ------------------------------ | --- |
| 1949      | 12 Neustadt an der Weinstraße  | Neustadt an der Weinstraße, Landkreis Neustadt an der Weinstraße, Landkreis Kirchheimbolanden, Landkreis Rockenhausen, vom Landkreis Frankenthal (Pfalz) der Amtsgerichtsbezirk Grünstadt |
| 1953–1961 | 159 Neustadt an der Weinstraße | Neustadt an der Weinstraße, Landkreis Neustadt an der Weinstraße, Landkreis Kirchheimbolanden, Landkreis Rockenhausen, vom Landkreis Frankenthal (Pfalz) der Amtsgerichtsbezirk Grünstadt |

## Wahlergebnisse

### Bundestagswahl 1961
| Kandidaten                     | Kandidaten               | Parteien/Listen   | Erststimmen | Erststimmen | Zweitstimmen | Zweitstimmen |
| Kandidaten                     | Kandidaten               | Parteien/Listen   | Stimmen     | %           | Stimmen      | %            |
| ------------------------------ | ------------------------ | ----------------- | ----------- | ----------- | ------------ | ------------ |
|                                | Max Seithergewählt im WK | SPD               | 56.926      | 41,4        | 57.092       | 41,2         |
|                                | Ludwig Knobloch          | CDU               | 51.774      | 37,7        | 51.506       | 37,2         |
|                                | Kurt Herr                | FDP               | 18.895      | 13,7        | 19.489       | 14,1         |
|                                | Wilhelm Schittko         | GDP               | 855         | 0,6         | 940          | 0,7          |
|                                | Fritz Hufnagel           | DFU               | 2.274       | 1,7         | 2.349        | 1,7          |
|                                | Theodor Gensheimer       | DRP               | 6.742       | 4,9         | 7.192        | 5,2          |
|                                | −                        | DG                | –           | –           | 67           | 0,0          |
| Gesamt                         | Gesamt                   | Gesamt            | 137.466     | 100         | 138.635      | 100          |
|                                |                          |                   |             |             |              |              |
| Ungültige Stimmen              | Ungültige Stimmen        | Ungültige Stimmen | 6.137       | 4,3         | 4.968        | 3,5          |
| Wähler                         | Wähler                   | Wähler            | 143.603     | 88,2        | 143.603      | 88,2         |
| Wahlberechtigte                | Wahlberechtigte          | Wahlberechtigte   | 162.890     |             | 162.890      |              |
|                                |                          |                   |             |             |              |              |
| Quellen: Der Bundeswahlleiter, |                          |                   |             |             |              |              |

### Bundestagswahl 1957
| Kandidaten                     | Kandidaten                   | Parteien/Listen   | Erststimmen | Erststimmen | Zweitstimmen | Zweitstimmen |
| Kandidaten                     | Kandidaten                   | Parteien/Listen   | Stimmen     | %           | Stimmen      | %            |
| ------------------------------ | ---------------------------- | ----------------- | ----------- | ----------- | ------------ | ------------ |
|                                | Ludwig Knoblochgewählt im WK | CDU               | 54.912      | 42,4        | 55.312       | 41,3         |
|                                | Willi Odenthal               | SPD               | 47.747      | 36,8        | 49.517       | 37,0         |
|                                | Anton Eberhard               | FDP               | 13.995      | 10,8        | 14.359       | 10,7         |
|                                | Karl Respondek               | GB/BHE            | 1.974       | 1,5         | 2.201        | 1,6          |
|                                | Erich Stolleis               | DP                | 2.811       | 2,2         | 2.771        | 2,1          |
|                                | Julius Scheu                 | DRP               | 8.220       | 6,3         | 9.380        | 7,0          |
|                                | −                            | BdD               | –           | –           | 176          | 0,1          |
|                                | −                            | DG                | –           | –           | 50           | 0,0          |
| Gesamt                         | Gesamt                       | Gesamt            | 129.659     | 100         | 133.766      | 100          |
|                                |                              |                   |             |             |              |              |
| Ungültige Stimmen              | Ungültige Stimmen            | Ungültige Stimmen | 8.540       | 6,2         | 4.433        | 3,2          |
| Wähler                         | Wähler                       | Wähler            | 138.199     | 88,0        | 138.199      | 88,0         |
| Wahlberechtigte                | Wahlberechtigte              | Wahlberechtigte   | 157.053     |             | 157.053      |              |
|                                |                              |                   |             |             |              |              |
| Quellen: Der Bundeswahlleiter, |                              |                   |             |             |              |              |

### Bundestagswahl 1953
| Kandidaten                     | Kandidaten        | Parteien/Listen   | Erststimmen | Erststimmen | Zweitstimmen | Zweitstimmen |
| Kandidaten                     | Kandidaten        | Parteien/Listen   | Stimmen     | %           | Stimmen      | %            |
| ------------------------------ | ----------------- | ----------------- | ----------- | ----------- | ------------ | ------------ |
|                                | −gewählt im WK    | CDU               | 48.420      | 39,4        | 47.921       | 38,2         |
|                                | −                 | SPD               | 45.341      | 36,9        | 44.642       | 35,6         |
|                                | −                 | FDP               | 20.352      | 16,6        | 19.134       | 15,3         |
|                                | −                 | GB/BHE            | 2.614       | 2,1         | 2.465        | 2,0          |
|                                | −                 | DP                | 2.796       | 2,3         | 1.513        | 1,2          |
|                                | −                 | KPD               | 3.384       | 2,8         | 3.259        | 2,6          |
|                                | −                 | GVP               | –           | –           | 802          | 0,6          |
|                                | −                 | DRP               | –           | –           | 5.613        | 4,5          |
| Gesamt                         | Gesamt            | Gesamt            | 122.907     | 100         | 125.349      | 100          |
|                                |                   |                   |             |             |              |              |
| Ungültige Stimmen              | Ungültige Stimmen | Ungültige Stimmen | 7.487       | 5,7         | 5.045        | 3,9          |
| Wähler                         | Wähler            | Wähler            | 130.394     | 85,8        | 130.394      | 85,8         |
| Wahlberechtigte                | Wahlberechtigte   | Wahlberechtigte   | 151.955     |             | 151.955      |              |
|                                |                   |                   |             |             |              |              |
| Quellen: Der Bundeswahlleiter, |                   |                   |             |             |              |              |

### Bundestagswahl 1949
| Kandidaten                     | Kandidaten        | Parteien/Listen   | Erststimmen | Erststimmen | Zweitstimmen | Zweitstimmen |
| Kandidaten                     | Kandidaten        | Parteien/Listen   | Stimmen     | %           | Stimmen      | %            |
| ------------------------------ | ----------------- | ----------------- | ----------- | ----------- | ------------ | ------------ |
|                                | −                 | SPD               | –           | –           | 41.074       | 39,4         |
|                                | –                 | CDU               | –           | –           | 35.883       | 34,4         |
|                                | –                 | FDP               | –           | –           | 19.498       | 18,7         |
|                                | −                 | KPD               | –           | –           | 7.902        | 7,6          |
| Gesamt                         | Gesamt            | Gesamt            | 0           | 100         | 104.357      | 100          |
|                                |                   |                   |             |             |              |              |
| Ungültige Stimmen              | Ungültige Stimmen | Ungültige Stimmen | 109.983     | 100,0       | 5.626        | 5,1          |
| Wähler                         | Wähler            | Wähler            | 109.983     | 80,7        | 109.983      | 80,7         |
| Wahlberechtigte                | Wahlberechtigte   | Wahlberechtigte   | 136.327     |             | 136.327      |              |
|                                |                   |                   |             |             |              |              |
| Quellen: Der Bundeswahlleiter, |                   |                   |             |             |              |              |